# Aphylla boliviana
Aphylla boliviana – gatunek ważki z rodziny gadziogłówkowatych (Gomphidae). Występuje na terenie Ameryki Południowej.